# Titularbistum Cibyra
Cibyra ist ein Titularbistum der römisch-katholischen Kirche. 
Es geht zurück auf ein untergegangenes Bistum der antiken Stadt Kibyra in Kleinasien. 
| Titularbischöfe von Cibyra |                            |                                                     |                    |                   |
| Nr.                        | Name                       | Amt                                                 | von                | bis               |
| 1                          | Richard Phelan             | Koadjutorbischof von Pittsburgh (Pennsylvania, USA) | 15. Mai 1885       | 7. Dezember 1889  |
| 2                          | Thomas Francis Lillis      | Koadjutorbischof von Kansas City (Missouri, USA)    | 14. März 1910      | 21. Februar 1913  |
| 3                          | Sigismund Waitz            | Weihbischof in Brixen (Italien)                     | 9. Mai 1913        | 10. Dezember 1934 |
| 4                          | Albert Maria Fuchs         | Weihbischof in Trier (Deutschland)                  | 13. Juli 1935      | 8. April 1944     |
| 5                          | Adolf Bolte                | Weihbischof in Fulda (Deutschland)                  | 22. Februar 1945   | 30. Juni 1959     |
| 6                          | Pier Giorgio Chiappero OFM | Apostolischer Vikar von Jerusalem (Israel)          | 31. August 1959    | 15. Juli 1963     |
| 7                          | Clemens P. Chabukasansha   | Weihbischof in Fort Rosebery (Sambia)               | 13. September 1963 | 6. Juli 1965      |